# Phương châm 16 chữ vàng
Phương châm 16 chữ (tiếng Trung: 十六字方针) (thập lục tự phương châm) là đoạn văn "Sơn thủy tương liên, Lý tưởng tương thông, Văn hóa tương đồng, Vận mệnh tương quan" nghĩa là sông núi gắn liền, cùng chung lý tưởng, hoà nhập văn hoá, có chung định mệnh, được dịch là "Láng giềng hữu nghị, hợp tác toàn diện, ổn định lâu dài, hướng tới tương lai"  do lãnh đạo Trung Quốc đưa ra  xác định tư tưởng chỉ đạo và khung tổng thể phát triển quan hệ hai nước Việt – Trung trong thế kỷ mới, đánh dấu quan hệ Trung Việt đã bước vào giai đoạn phát triển mới là một trong 3 đột phá mở ra cục diện phát triển mới giữa quan hệ hai nước 

## Bối cảnh ra đời phương châm
Tháng 11 năm 1991, sau khi Trung Quốc và Việt Nam thực hiện bình thường hoá quan hệ, nhà lãnh đạo cấp cao hai đảng, hai nước liên tiếp đi thăm lẫn nhau, sự giao lưu và hợp tác giữa hai bên trong các lĩnh vực chính trị, kinh tế, quân sự, khoa học kỹ thuật, văn hoá ngày càng mở rộng và sâu sắc.
Do đặc thù địa lý tự nhiên, con người, chế độ xã hội và vận mệnh sống còn của hai đảng cầm quyền của hai nước hết sức gần gũi, gắn bó: 
Sơn thủy tương liên,
Lý tưởng tương thông,
Văn hóa tương đồng,
Vận mệnh tương quan
Chữ Hán:
山水相連
理想相通
文化相同
運命相關

## Phương châm giữa 2 nước
Đầu năm 1999, Tổng bí thư Giang Trạch Dân đã đề ra và Tổng bí thư Đảng cộng sản Việt Nam Lê Khả Phiêu đã đồng ý Phương châm 16 chữ vàng "Ổn định lâu dài, hướng tới tương lai, láng giềng hữu nghị, hợp tác toàn diện" đã xác định tư tưởng chỉ đạo và khung tổng thể phát triển quan hệ hai nước trong thế kỷ mới, đánh dấu quan hệ Trung Việt đã bước vào giai đoạn phát triển mới được lãnh đạo cấp cao hai Đảng, hai Nhà nước xác định trong Tuyên bố chung, từ tháng 2/1999.

## Nội dung
Tháng 11 năm 2000, khi hội đàm với Tổng bí thư mới đảng cộng sản Việt Nam Nông Đức Mạnh đến thăm, Tổng bí thư Giang Trạch Dân nêu rõ, 16 chữ này là phương châm quan trọng chỉ đạo sự phát triển quan hệ hai nước
- "Ổn định lâu dài" (长期稳定, Trường kỳ ổn định) là nhấn mạnh tình hữu nghị Trung Việt là phù hợp lợi ích căn bản của hai đảng, hai nước và nhân dân hai nước, bất kỳ lúc nào, bất kỳ tình hình nào đều phải giữ sự ổn định và phát triển lành mạnh của quan hệ hữu nghị, khiến nhân dân hai nước đời đời hữu nghị với nhau;[4]
- "Hướng tới tương lai" (面向未来, Diện hướng vị lai) là phải xuất phát từ hiện nay, nhìn về lâu dài, kế thừa truyền thống, mở ra tương lai tốt đẹp hơn cho quan hệ Trung Việt;[4]
- "Hữu nghị láng giềng" (睦邻友好, Mục lân hữu hảo) là yêu cầu hai bên phải làm người láng giềng tốt, người bạn tốt, trước sau xử lý mọi vấn đề trong quan hệ hai nước với tinh thần hữu nghị láng giềng;[4]
- "Hợp tác toàn diện" (全面合作, Toàn diện hợp tác) là phải không ngừng củng cố, mở rộng và sâu sắc sự giao lưu và hợp tác giữa hai đảng, hai nước trong mọi lĩnh vực, để mưu cầu hạnh phúc cho hai nước và nhân dân hai nước, đồng thời góp phần cho việc giữ gìn và thúc đẩy nền hoà bình, ổn định và phát triển trong khu vực[4].

## Tác động
Việc xác định Phương châm 16 chữ vàng, khiến quan hệ hai đảng, hai nước Trung Việt đã thu được tiến triển quan trọng mới. Hai nước đã lần lượt lý hiệp ước biên giới trên bộ, Hiệp định Phân định Vịnh Bắc Bộ và hiệp định hớp tác ngư nghiệp. Hai đảng, hai nước Trung Việt đã triển khai cuộc giao lưu kinh nghiệm quản lý đảng, quản lý đất nước một cách sâu rộng, sự hợp tác kinh tế thương mại giữa hai nước đã bước lên thềm cao mới, sự giao lưu hữu nghị giữa nhân dân hai nước, nhất là giữa thanh niên hai nước cũng đã tiến ra một bước có nghĩa sâu xa.
Thực hiện Phương châm 16 chữ vàng, trong những năm qua lãnh đạo cấp cao hai Đảng, hai Nhà nước liên tục có các chuyến thăm quan trọng, nhằm không ngừng vun đắp, đưa quan hệ hữu nghị đặc biệt đồng chí anh em lên tầm cao mới, đáp ứng lòng mong mỏi của nhân dân hai nước.
Tiếp tục các chuyến thăm Việt Nam của Thủ tướng Lý Bằng, tháng 11-1992 và tháng 6-1996, của Tổng Bí thư Đảng, Chủ tịch nước Giang Trạch Dân, tháng 11-1994 và tháng 3-2002, của Chủ tịch Quốc hội Kiều Thạch, tháng 11-1996, của Thủ tướng Trung Quốc Chu Dung Cơ, tháng 12-1999, của Thủ tướng Ôn Gia Bảo, tháng 10-2004, chuyến thăm Việt Nam lần này của Hồ Cẩm Đào từ ngày 31/10 đến 2/11 năm 2005  là chuyến thăm cấp cao nhất, với cương vị đầy đủ nhất- Tổng Bí thư Đảng Cộng sản Trung Quốc, Chủ tịch Nước Cộng hòa Nhân dân Trung Hoa, Chủ tịch quân uỷ Trung ương, kể từ Đại hội XVI Đảng Cộng sản Trung Quốc năm 2002 đến nay. Đây thực sự là chuyến thăm lịch sử, là bước ngoặt, tiếp tục thúc đẩy quan hệ ngoại giao giữa hai Đảng, là biểu hiện của tình đoàn kết hữu nghị thủy chung, đồng chí anh em, được chứng minh bằng những thành tựu mà nhân dân hai nước đã giành được trong 55 năm qua, đồng thời khẳng định trước sau như một đường lối đối ngoại mà lãnh đạo cấp cao hai Đảng, hai Nhà nước đã khẳng định trong các chuyến thăm cấp cao giữa hai bên từ khi bình thường hoá quan hệ năm 1991 đến nay.

## Thành tựu
Đảng và Nhà nước hai bên có quyền tự hào trước những thành tựu to lớn trên nhiều lĩnh vực hợp tác, đặc biệt là trên lĩnh vực phát triển kinh tế dựa trên 16 chữ. Đến nay, quan hệ kinh tế thương mại giữa hai bên đã có những bước phát triển mạnh mẽ. Đây là biểu hiện sinh động, Kết quả to lớn của tình đoàn kết anh em theo Phương châm 16 chữ vàng và tinh thần 4 tốt. Quan hệ kinh tế và thương mại hai nước có những bước tiến triển quan trọng sau chuyến thăm hữu nghị chính thức Trung Quốc của Chủ tịch nước Trần Đức Lương tháng 7-2005. Với tổng giá trị các hợp đồng và thoả thuận giữa các doanh nghiệp lên hơn 1,9 tỷ USD, trong đó lớn nhất thuộc về ngành thép trị giá hơn 500 triệu USD. Ngoài ra là các thoả thuận hợp tác trong ngành than, điện tử - viễn thông, du lịch....
Đến năm 2005, trong số 44 Hiệp định và thỏa thuận cấp Nhà nước đã ký kết có đến hơn một nửa liên quan trực tiếp đến hợp tác kinh tế thương mại. Việt Nam và Trung Quốc đã ký hơn 20 văn bản thoả thuận, trong đó có các Hiệp định tạo hành lang pháp lý cơ bản cho quan hệ thương mại hai nước như: Hiệp định Thương mại, Hiệp định Mua bán vùng biên giới, Hiệp định về Thành lập Uỷ ban hợp tác Kinh tế và Thương mại, Hiệp định Hợp tác kinh tế, Hiệp định Thanh toán, các Hiệp định về Giao thông đường sắt, đường bộ, đường hàng không. Từ ngày 1-1-2004, Việt Nam và Trung Quốc bắt đầu thực hiện cắt giảm thuế xuất nhập khẩu theo "Chương trình thu hoạch sớm" (EH) được ký kết giữa ASEAN và Trung Quốc nhằm sớm đi đến hình thành khu vực mậu dịch tự do ASEAN-Trung Quốc. Các Hiệp định này được ký kết cùng với các cặp cửa khẩu được khai thông trên tuyến biên giới Việt-Trung đã tạo cơ sở pháp lý và điều kiện thuận lợi cho các ngành, các địa phương biên giới, doanh nghiệp hai nước tiến hành hợp tác kinh tế và trao đổi hàng hoá, mở ra một thời kỳ mới cho giao lưu kinh tế qua biên giới Việt-Trung..
Năm 1991, kim ngạch buôn bán hai chiều Việt-Trung chỉ đạt 30 triệu USD thì đến năm 2001 đã đạt 3,04 tỷ USD; Năm 2002 đạt 3,26 tỷ USD; Năm 2003, đạt 4,87 tỷ USD, trong đó Việt Nam xuất khẩu trên 1,7 tỷ USD, nhập khẩu 3,12 tỷ USD. Năm 2004, kim ngạch buôn bán giữa hai nước đã đạt trên 7,19 tỷ USD; 7 tháng đầu năm 2005 đạt 4,134 tỷ USD, tăng 10,26% so với cùng kỳ năm 2004, trong đó Việt Nam xuất sang Trung Quốc đạt giá trị 1,435 tỷ USD (giảm 6,86%) với các mặt hàng xuất khẩu chủ yếu là dầu thô, hàng nông sản, thủy hải sản, khoáng sản, lâm sản, hàng dệt may, giày dép, hàng điện tử...giá trị xuất khẩu của Trung Quốc vào thị trường Việt Nam đạt 2,698 tỷ USD (tăng 22,22%)..
Đến năm 2005, Trung Quốc là nước xếp thứ nhất trong số các nước xuất khẩu hàng hóa sang Việt Nam và đứng thứ 3 trong số các nước nhập khẩu hàng hoá của Việt Nam. Các mặt hàng xuất khẩu của Việt Nam sang Trung Quốc là: dầu thô, cao su, dầu thực vật, gỗ tròn, gỗ xẻ, gỗ dán, quặng sắt, chất dẻo, hải sản, rau xanh, hoa quả. Việt Nam nhập khẩu từ Trung Quốc các mặt hàng: Xe máy CKD và IKD, máy móc, thiết bị, phụ tùng, phân bón, sắt thép các loại....
Đến năm 2005, Trung Quốc đứng thứ 14 trong tổng số 62 quốc gia và vùng lãnh thổ đầu tư vào Việt Nam. Trung Quốc có 346 dự án đang còn hiệu lực với tổng số vốn đăng ký 710,4 triệu USD. Đầu tư của Trung Quốc vào Việt Nam chủ yếu tập trung vào lĩnh vực xây dựng, dịch vụ và chế tạo. Các dự án đầu tư của Trung Quốc vào Việt Nam đã tạo ra hơn 53.000 việc làm và có tổng doanh thu hơn 1 tỷ USD. Tiêu biểu như dự án Pouchen (tại Đồng Nai) sản xuất giày, có kim ngạch xuất khẩu mỗi năm khoảng 70 triệu USD, hay dự án Pouchen (tại Thành phố Hồ Chí Minh) sản xuất giày thể thao, có kim ngạch xuất khẩu mỗi năm khoảng 40 triệu USD. Trung Quốc đã đầu tư tại 39 tỉnh, thành phố của Việt Nam, trong đó khoảng 50% số vốn đăng ký tại Hà Nội, Hải Phòng, Quảng Ninh, Thành phố Hồ Chí Minh và Đồng Nai. Chỉ tính riêng 7 tháng đầu năm 2005, số dự án đầu tư của Trung Quốc vào Việt Nam đã tăng 33% so với cùng kỳ năm ngoài..
Về kinh tế, thương mại, qua chuyến thăm của Chủ tịch Hồ Cẩm Đào cuối năm 2005, hai nước đã ký kết 14 hiệp định và thoả thuận với tổng số vốn 1,2 tỷ USD. Trong tương lai, hai nước sẽ thảo luận các biện pháp nhằm nâng kim ngạch thương mại song phương đạt ngưỡng 10 tỷ USD trước năm 2010 và phấn đấu hoàn thành việc phân định và cắm mốc biên giới trước năm 2008. Ngoài ra, trong chuyến thăm này, hai nước đã ra ba tuyên bố và năm thông cáo chung được coi là những văn kiện chính trị quan trọng đặt nền tảng cho việc nâng cấp quan hệ trong mọi lĩnh vực
Ngày 22/8/2006, Tổng Bí thư Nông Đức Mạnh đã đi thăm hữu nghị chính thức Trung Quốc, theo lời mời của Tổng Bí thư Đảng Cộng sản Trung Quốc, Chủ tịch nước CHND Trung Hoa Hồ Cẩm Đào, chuyến đi thăm nước ngoài đầu tiên của đồng chí Nông Đức Mạnh sau khi được tái cử vào vị trí Tổng Bí thư thể hiện sự phát triển quan hệ song phương được mô tả trong 4 khía cạnh:
- Thứ nhất, lãnh đạo 2 Đảng và 2 nước Việt - Trung luôn duy trì mối quan hệ gần gũi thông qua những cuộc trao đổi các chuyến viếng thăm cấp cao, không ngừng đưa mối quan hệ đó theo hướng phát triển mới.
- Thứ hai, mối quan hệ thương mại và kinh tế hai phía luôn bước lên những nấc thang mới. Trung Quốc trở thành đối tác thương mại lớn của Việt Nam từ năm 2004. Năm ngoái, trao đổi thương mại Việt - Trung đạt 8 tỷ USD. Vào khoảng cuối năm nay, 2 nước nhắm tới mục tiêu đưa con số đó lên 10 tỷ USD, vượt kế hoạch đã định là đến năm 2010. Những dự án hợp tác lớn cũng đã có tiến triển lớn với dự án đèn tín hiệu tàu hỏa và xây dựng 3 nhà máy nhiệt điện với tổng số đầu tư hơn 1,1 tỷ USD. Trong những năm gần đây, 2 nước cũng đang đàm phán về dự án hợp tác kinh tế diện rộng với mức đầu tư của Trung Quốc cỡ 3 tỷ USD. Đó chính là điểm sáng trong quan hệ kinh tế 2 nước.
- Thứ ba, vấn đề về lãnh thổ và mốc biên giới Việt - Trung cũng đã dần dần đạt được trên tinh thần đồng thuận, thiết lập và bảo đảm sự ổn định lâu dài trong mối quan hệ song phương.
- Thứ tư, Trung Quốc và Việt Nam đã nhiều lần cùng chia sẻ kinh nghiệm lý thuyết và thực tiễn về xã hội chủ nghĩa. 2 nước đã từng tổ chức 4 hội thảo về nghiên cứu chủ nghĩa xã hội, trong đó đã thiết lập được sự hợp tác và đối thoại về các vấn đề như ngoại giao, quốc phòng để có nền tảng phát triển bền vững, hữu nghị.

Năm 2009, mối quan hệ hợp tác tốt đẹp giữa Hải Nam với Việt Nam là bộ phận không thể thiếu trong mối quan hệ đối tác hợp tác chiến lược toàn diện theo Phương châm 16 chữ vàng và tinh thần 4 tốt mà lãnh đạo cấp cao Trung Quốc - Việt Nam đã xác định. Hội thảo Hợp tác kinh tế - Thương mại Hải Nam - Việt Nam 2009, được tổ chức sáng 09/7/2009 tại Hà Nội, các doanh nghiệp hai bên đã ký kết 18 thỏa thuận với tổng giá trị 318 triệu USD
Việt Nam đã được Đảng và nhân dân Trung Hoa giúp đỡ chí tình và đầy hiệu quả. Tuy là nước đang phát triển, Trung Quốc đã cung cấp một số khoản ODA cho Việt Nam bao gồm viện trợ không hoàn lại và tín dụng ưu đãi. Đến tháng 9-2004, Chính phủ Trung Quốc đã viện trợ không hoàn lại cho Việt Nam 210 triệu NDT và 18,418 triệu USD, nhằm hỗ trợ kỹ thuật, cung cấp trang thiết bị cho các dự án y tế, tiếp nhận các đoàn Việt Nam sang trao đổi kinh nghiệm. Hai bên cũng đang triển khai một số dự án lớn dựa trên nguồn vốn viện trợ không hoàn lại của phía Trung Quốc như dự án "Cung văn hóa hữu nghị Việt-Trung" với khoản viện trợ không hoàn lại trị giá 150 triệu NDT; "Khu ký túc xá học viên 15 tầng" của học viện Chính trị quốc gia Thành phố Hồ Chí Minh....
Một loạt các dự án lớn đang được Việt Nam triển khai trên cơ sở nguồn vốn vay ưu đãi của Chính phủ Trung Quốc như: Nhà máy nhiệt điện Cao Ngạn (710 triệu USD); Dự án đường sắt đô thị Hà Nội-Hà Đông (340 triệu USD); Dự án "Nâng cấp hệ thống thông tin tín hiệu 3 tuyến đường sắt phía Bắc và khu đầu mối Hà Nội" (64 triệu USD); Dự án "Hiện đại hóa thông tin tín hiệu đường sắt Vinh-TP Hồ Chí Minh" (62 triệu USD) và nhiều dự án khác....
Lĩnh vực Văn hoá-Giáo dục cũng đã có sự hợp tác đầy hiệu quả giữa hai nước. Trong gần 15 năm qua kể từ năm 2005, Việt Nam đã cử hơn 100 đoàn đại biểu văn hóa trên các lĩnh vực báo chí, âm nhạc, điện ảnh, kịch, truyền hình sang Trung Quốc khảo sát, biểu diễn. Hàng năm hai bên đều cử lưu học sinh sang học với số lượng tương đối lớn. Theo hiệp định, mỗi năm Chính phủ Trung Quốc cấp 130 suất học bổng cho phía Việt Nam; đồng thời Việt Nam cung cấp 15 suất học bổng cho phía Trung Quốc. Ngoài kênh Chính phủ, còn có nhiều học sinh đi học tự túc. Hiện đã có hơn 20 trường đại học của Việt Nam có quan hệ giao lưu, hợp tác với hơn 40 trường đại học và học viện của Trung Quốc. Đến năm 2003, Việt Nam đã có 3.487 người nhận được học bổng của phía Trung Quốc. Trung Quốc đã trở thành một trong những nước mà người Việt Nam sang học đông nhất..
Hợp tác khoa học kỹ thuật giữa hai nước cũng không ngừng phát triển, hai bên đã ký kết nhiều hiệp định hợp tác; bao gồm hợp tác khoa học kỹ thuật nông nghiệp, xây dựng khu vườn nông nghiệp khoa học kỹ thuật cao, lai tạo các loại rau và hoa quả chất lượng cao, bảo vệ môi trường, hợp tác nghiên cứu sử dụng hiệu quả tài nguyên thiên nhiên....
Đặc biệt, hai Đảng thường xuyên trao đổi kinh nghiệm về công tác xây dựng Đảng. Nhiều đảng bộ của tỉnh, thành phố và cơ quan tham mưu ở Trung ương của hai Đảng thường xuyên học tập, trao đổi Kinh nghiệm về công tác Đảng. Đặc biệt, giới lý luận hai nước đã lần lượt tiến hành nhiều cuộc hội thảo lý luận về kinh nghiệm phát triển đất nước, xây dựng CNXH và xây dựng Đảng. Từ năm 2002 đến nay, hai bên đã lần lượt tổ chức các hội thảo về nguyên nhân và bài học kinh nghiệm từ sự tan rã của Liên Xô cũ và các nước Đông Âu (năm 2002), về Chủ nghĩa xã hội và kinh tế thị trường-kinh nghiệm của Trung Quốc, kinh nghiệm của Việt Nam (tháng 10-2003), về xây dựng đảng cầm quyền (tháng 2-2004)..

## Ý nghĩa
Sự hợp tác giữa 2 nước trên Phương châm 16 chữ vàng hoàn toàn phù hợp lợi ích lâu dài của hai nước và nguyện vọng của nhân dân hai nước Trung Việt, đặt cơ sở vững chắc cho việc phát triển sâu sắc quan hệ hữu nghị láng giềng và hợp tác toàn diện giữa hai nước
Tình hữu nghị Trung Việt là của cải quý báu của hai đảng, hai nước và nhân dân hai nước. Nhà lãnh đạo hai nước nhiều lần nhấn mạnh, trong thế kỷ mới phải lấy Phương châm 16 chữ vànglàm chỉ đạo, không ngừng phong phú, tăng cường và sâu sắc nội hàm của nó, đưa quan hệ hữu nghị và hợp tác truyền thống Trung Việt lên trình độ phát triển cao hơn 

## Triển vọng
Quan hệ hai nước theo Phương châm 16 chữ vàng "Láng giềng hữu nghị, hợp tác toàn diện, ổn định lâu dài, hướng tới tương lai" chắc chắn sẽ sống động hơn, hiệu quả hơn, nhất là về kinh tế thương mại, cũng như đẩy nhanh hơn tiến độ triển khai các Thoả thuận, Hiệp định hợp tác giữa hai nước và trao đổi về các vấn đề quốc tế và khu vực hai bên cùng quan tâm.

## Phổ biến
Báo chí dư luận Việt Nam chưa nói đến chuyện Trung Quốc đã hứa hẹn với Việt Nam Phương châm 16 chữ vàng và 4 tốt  cũng như vạch ra sự tráo trở của Trung Quốc nói lời mà không giữ lấy lời khi cho tàu lạ đâm chìm tàu cá Việt Nam 

## Nghi vấn
Những cuộc xung đột vì tranh giành lãnh thổ luôn đưa tới những nghi ngờ là cái phương châm này chỉ là những chiêu bài với những ý đồ nào đó, khác hẳn với thực tế.
- Trong cuộc hội kiến với Thủ tướng Quốc Vụ viện Trung Quốc Ôn Gia Bảo vào ngày 19 tháng 7 năm 2005, Chủ tịch nước Trần Đức Lương khẳng định, Nhà nước và nhân dân Việt Nam rất coi trọng mối quan hệ truyền thống với Trung Quốc và sẽ làm hết sức mình để thực hiện "phương châm 16 chữ" và "quan hệ 4 tốt".[12]
- Thứ trưởng ngoại giao Hồ Xuân Sơn, với tư cách là đặc phái viên của lãnh đạo cấp cao Việt Nam, đã gặp ủy viên quốc vụ Trung Quốc Đới Bỉnh Quốc vào ngày 25 tháng 6 năm 2011 để đưa ra các thông điệp của Việt Nam liên quan đến vấn đề biển Đông, gồm 3 điểm chính. Điểm 1: "Khẳng định Việt Nam luôn coi trọng quan hệ đối tác hợp tác chiến lược toàn diện với Trung Quốc theo phương châm 16 chữ vàng và tinh thần 4 tốt."[13]

### Vụ giàn khoan HD-981
- Phó Thủ tướng Vũ Đức Đam bày tỏ quan điểm của chính phủ Việt Nam: "Phía Việt Nam luôn luôn thực tâm, chân thành và nỗ lực hết sức để phấn đấu xây dựng mối quan hệ dựa trên Phương châm 16 chữ vàng..."[14]
- Nhà hoạt động xã hội dân sự TS Nguyễn Quang A ở Hà Nội nhận định: "... còn chuyện vẫn nói tới 4 tốt 16 chữ vàng thì những người ấy chắc là đã bị ăn vào bùa lú mất rồi."[15]
- Chủ tịch Tổng LĐLĐ Việt Nam Đặng Ngọc Tùng đề cập tới Vụ giàn khoan HD-981, nhận định: ""Đây là bài học cho những ai còn mơ hồ về 16 chữ vàng, về 4 tốt"[16]